# 王小列
王小列（1961年—），陕西临潼人，中国电影摄影师、导演。毕业于北京电影学院摄影系。摄影代表作有《顽主》、《开国大典》、《云水谣》、《战狼2》等。